# Tatsuya Murata
Tatsuya Murata (村田 達哉 Murata Tatsuya?, nacido el 8 de agosto de 1972 en Tokio) es un exfutbolista japonés. Jugaba de defensa y su último club fue el Omiya Ardija de Japón.

## Trayectoria

### Clubes
| Club              | País  | Año         |
| ----------------- | ----- | ----------- |
| Verdy Kawasaki    | Japón | 1990 - 1994 |
| Consadole Sapporo | Japón | 1995 - 2000 |
| Vegalta Sendai    | Japón | 2001 - 2004 |
| Omiya Ardija      | Japón | 2003        |

## Palmarés

### Títulos nacionales
| Título                   | Club              | País  | Año       |
| ------------------------ | ----------------- | ----- | --------- |
| Japan Soccer League      | Yomiuri           | Japón | 1990-1991 |
| Copa Japan Soccer League | Yomiuri           | Japón | 1991      |
| Japan Soccer League      | Yomiuri           | Japón | 1991-1992 |
| Copa J. League           | Verdy Kawasaki    | Japón | 1992      |
| Copa J. League           | Verdy Kawasaki    | Japón | 1993      |
| J1 League                | Verdy Kawasaki    | Japón | 1993      |
| Copa J. League           | Verdy Kawasaki    | Japón | 1994      |
| J1 League                | Verdy Kawasaki    | Japón | 1994      |
| J2 League                | Consadole Sapporo | Japón | 2000      |